# サンデー&マガジン WHITE COMIC
『サンデー&マガジン WHITE COMIC』（サンデーアンドマガジン ホワイト コミック）は、2009年10月15日にコナミデジタルエンタテインメントより発売されたニンテンドーDS用ゲームである。

## 概要
コナミから発売された｢週刊少年サンデー」と「週刊少年マガジン」の創刊50周年記念ゲーム第3弾であり、両誌合わせて98作品から歴代のキャラクターが登場するクロスオーバー作品である。

## ストーリー
ある日、少年は不思議な事件に巻き込まれる。少年の父親が突然目の前から謎の異空間へとさらわれてしまったのだ。
呆然とする少年の前に現れたのは、2人のマンガキャラクター、金田一一と江戸川コナンだった。
少年は2人から「マンガ界」の現状と、父親がそこに捕らわれていることを知らされる。少年は父親を救うため、2人から託された「ホワイトコミック」を手に、マンガ界へと乗り込んでいく。

## 登場キャラクター

### 主要人物
遠山 ケント（とおやま ケント）
主人公の1人。思い込んだらまっしぐらの熱血少年。マガジン系が好み。
桜井 ヒカル（さくらい ヒカル）
主人公の1人。頭脳戦を得意とするクールな少年。サンデー系が好み。
石動 ホノカ（いするぎ ホノカ）
幼馴染の少女。明るくて世話好き。主人公のことを気にかけている。
ナオキ
主人公の父親で、有名な漫画家。男手一つで主人公を育てた。家事が苦手。姓はプレイヤーが設定したものになる。
刑部 セイジ（おさかべ セイジ）
敵か味方かは判明していない、謎の人物。父の描いたマンガに登場する主人公。

### MS団
「MS団」は「マンガの力で、世界を変える団」という意味を持っている。彼らが使用するのはキャラクターの「コピー」であり、写真撮影によって技を盗んでいるらしい。
アイキュー
知恵のエリアである、「晴天英知町」のエリアマスター。白衣に眼鏡をかけており、ラジコンのようなメカを連れている。非常に頭が良く、周りの人物全員がバカに見えるタイプ。戦いでは、相手の精神力を減らす技を多用してくる。
ラヴビー
友情のエリアである、「友引紫陽花町」のエリアマスター。髪は水色のロングヘアで、左手にバットを持っている。ガチムチ系のファイターが好きである。彼女の持つ友情の概念は一般の概念とは大分変わっている。第二章では仲間になるキャラが少ないためか、他のエリアのキャラを多く入れている。戦いでは、相手の能力を下げる技をよく使う。
コン・J
努力のエリアである、「赤心精進町」のエリアマスター。戦隊ヒーローのような格好をしている。あらゆる物事において暑苦しいことを叫ぶ。主人公の事を「終生の強敵と書いて、とも!」と呼ぶ。使ってくるキャラも、各作品のライバルキャラが多いのが特徴。戦いでは、自分の能力を上げる技を使い、一気に攻めてくる。
ゲラー
笑いのエリアである、「浅黄笑中町」のエリアマスター。太った道化師のような人物。人を笑わせる事が生き甲斐。いつも薄ら笑いを浮かべている。このエリアマスターだけ何故か体力を回復するキャラを使ってこない。
メルシィ
愛のエリアである、「桃源愛町」のエリアマスター。金髪ツインテールの幼女のような姿をしている。彼女の慈愛の要素は限りなく薄い。その外見らしく、ファンタジーな技を使うキャラが多い。負けた時は、たとえ建物の中であろうと馬車を呼び寄せて退場する。
ブライ
勇気のエリアである、「緑地勇山町」のエリアマスター。スキンヘッドの軍人のような大男。バズーカ砲を背負っている。一人称は「拙者」。勇気こそが最上の価値観だと信じている。しかしその為には、あらゆる手段を選ばない。炎系の技を使うキャラが多い。
マンガ王
MS団のボス。仮面の男。6人のエリアマスターを従え、マンガ界を支配している。ホワイトコミックの力を使い、現実世界を支配しようとしている。主人公の父親をさらった張本人。
元々は主人公の父の描いたマンガに登場するザークという敵役で、ホワイトコミックが発動した際の負の波動を浴びて、肥大化した野心と共にマンガ王となった。
MS団員
MS団の下っ端。他にも、相手の精神力を下げてくる「レディ」、高い素早さを活かして相手の攻撃力を下げる「リトル」、自分の防御力を上げる「ビッグ」、宝箱に潜んでいる「部隊長」も存在する。

## マンガ界
漫画のキャラクターが暮らす世界。中央区を中心とし、円形状に6つのエリアに分かれている。
晴天英知町
第一章の舞台。桜が特徴な春を思わせる町。体力や精神力を回復出来るひなた荘やアイテムの売買が出来る厄珍堂がある。しかし、アイキューのいたずらで、町のあちこちになぞなぞを書いたゲートが設置されている。
友引紫陽花町
第二章の舞台。野球場や食堂がある、通学路のような町。「王泉高校」という学校があるが、MS団に占拠されている。
赤心精進町
第三章の舞台。夕日に照らされた中華風の町並みが特徴。格闘技が盛んで、道場やジムが多い。険しい山の頂上には道場がある。
浅黄笑中町
第四章の舞台。夜の町であり、サーカスも行われている。厄珍堂の支店がある。ここではある重大な事件が発生する。
桃源愛町
第五章の舞台。メルヘンチックな町であり、「水の町」と呼ばれている。スポーツはサッカーが盛んで、料理大会も行われている。湖の真ん中に城があるが、MS団の基地らしく普通には入れない。
緑地勇山町
第六章の舞台。工業地帯であり、音楽も重苦しい。ここにも厄珍堂の支店がある。
欲望の塔
第七章の舞台。MS団の本拠地であり、本作のラストダンジョン。内部はワープが多い迷路のような構成になっている。途中では、今まで戦ったエリアマスター達と再び戦う（以前に比べ強化されている）。最上部ではマンガ王が待ち構えている。

## 登場作品

### 週刊少年サンデー（1959年3月17日（1959年4月5日号）創刊）（小学館）
- サスケ（1968年 - 1969年）（作者：白土三平）
- ダメおやじ（1971年 - 1982年）（作者：古谷三敏）
- ドロロンえん魔くん（1973年 - 1974年）（作者：永井豪&ダイナミックプロ）
- プロゴルファー猿（1974年 - 1980年）（作者：藤子不二雄）
- まことちゃん（1976年 - 1981年、1988年 - 1989年）（作者：楳図かずお）
- がんばれ元気（1976年 - 1981年）（作者：小山ゆう）
- うる星やつら（1978年 - 1987年）（作者：高橋留美子）
- ダッシュ勝平（1980年 - 1982年）（作者：六田登）
- さすがの猿飛（1980年 - 1984年）（作者：細野不二彦）
- さよなら三角（1981年 - 1984年）（作者：原秀則）
- 六三四の剣（1981年 - 1985年）（作者：村上もとか）
- タッチ（1981年 - 1986年）（作者：あだち充）
- Gu-Guガンモ（1982年 - 1985年）（作者：細野不二彦）
- 炎の転校生（1983年 - 1985年）（作者：島本和彦）
- B・B（1985年 - 1991年）（作者：石渡治）
- 究極超人あ～る（1985年 - 1987年）（作者：ゆうきまさみ）
- らんま1/2（1987年 - 1996年）（作者：高橋留美子）
- 拳児（1988年 - 1992年）（作者：松田隆智&藤原芳秀）
- うっちゃれ五所瓦（1988年 - 1991年）（作者：なかいま強）
- YAIBA（1988年 - 1993年）（作者：青山剛昌）
- 今日から俺は!!（1988年 - 1997年）（作者：西森博之）
- 健太やります!（1989年 - 1994年）（作者：満田拓也）
- 帯をギュッとね!（1989年 - 1995年）（作者：河合克敏）
- うしおととら（1990年 - 1996年）（作者：藤田和日郎）
- GS美神 極楽大作戦!!（1991年 - 1999年）（作者：椎名高志）
- 俺たちのフィールド（1992年 - 1998年）（作者：村枝賢一）
- 名探偵コナン（1994年 - 現在）（作者：青山剛昌）
- MAJOR（1994年 - 2010年）（作者：満田拓也）
- 烈火の炎（1995年 - 2002年）（作者：安西信行）
- め組の大吾（1995年 - 1999年）（作者：曽田正人）
- 神聖モテモテ王国（1996年 - 2000年、2004年）（作者：ながいけん）
- 犬夜叉（1997年 - 2008年）（作者：高橋留美子）
- ARMS（1997年 - 2002年）（作者：皆川亮二）
- からくりサーカス（1997年 - 2006年）（作者：藤田和日郎）
- かってに改蔵（1998年 - 2004年）（作者：久米田康治）
- 天使な小生意気（1999年 - 2003年）（作者：西森博之）
- うえきの法則（2001年 - 2007年）（作者：福地翼）
- 焼きたて!!ジャぱん（2002年 - 2007年）（作者：橋口たかし）
- 史上最強の弟子ケンイチ（2002年 - 2014年）（作者：松江名俊）
- 結界師（2004年 - 2011年）（作者：田辺イエロウ）
- ハヤテのごとく!（2005年 - 2017年）（作者：畑健二郎）
- 最強!都立あおい坂高校野球部（2005年 - 2010年）（作者：田中モトユキ）
- クロスゲーム（2005年 - 2010年）（作者：あだち充）
- 絶対可憐チルドレン（2005年 - 2021年）（作者：椎名高志）
- GOLDEN★AGE（2006年 - 2009年）（作者：寒川一之）
- お坊サンバ!!（2007年 - 2009年）（作者：飯島浩介）
- 金剛番長（2008年 - 2010年）（作者：鈴木央）
- 最上の命医（2008年 - 2014年）（作者：入江謙三&橋口たかし）
- オニデレ（2008年 - 2011年）（作者：クリスタルな洋介）

### 週刊少年マガジン（1959年3月17日（1959年3月26日号）創刊）（講談社）
- エイトマン（1963年 - 1965年）（作者：平井和正&桑田次郎）
- 巨人の星（1966年 - 1971年）（作者：梶原一騎&川崎のぼる）
- サイボーグ009（1966年 - 1967年）（作者：石ノ森章太郎）
- 天才バカボン（1967年 - 1969年、1971年 - 1978年）（作者：赤塚不二夫）
- タイガーマスク（1968年 - 1971年）（作者：梶原一騎&辻なおき）
- あしたのジョー（1968年 - 1973年）（作者：高森朝雄&ちばてつや）
- 男おいどん（1971年 - 1973年）（作者：松本零士）
- デビルマン（1972年 - 1973年）（作者：永井豪）
- バイオレンスジャック（1973年 - 1974年、1977年 - 1978年）（作者：永井豪&ダイナミックプロ）
- 釣りキチ三平（1973年 - 1983年）（作者：矢口高雄）
- うしろの百太郎（1974年 - 1976年）（作者：つのだじろう）
- 1・2の三四郎（1979年 - 1983年）（作者：小林まこと）
- The・かぼちゃワイン（1981年 - 1984年）（作者：三浦みつる）
- コータローまかりとおる!（1982年 - 2004年）（作者：蛭田達也）
- バツ&テリー（1983年 - 1987年）（作者：大島やすいち）
- ミスター味っ子（1986年 - 1990年）（作者：寺沢大介）
- オフサイド（1987年 - 1992年）（作者：塀内夏子）
- 名門!第三野球部（1988年 - 1993年）（作者：むつ利之）
- スーパードクターK（1988年 - 1998年）（作者：真船一雄）
- 風のシルフィード（1989年 - 1993年）（作者：本島幸久）
- はじめの一歩（1990年 - 現在）（作者：森川ジョージ）
- シュート!（1990年 - 2003年）（作者：大島司）
- カメレオン（1990年 - 2000年）（作者：加瀬あつし）
- 湘南純愛組!（1991年 - 1996年）（作者：藤沢とおる）
  - GTO（1997年 - 2002年）（作者：藤沢とおる）
- 破壊王ノリタカ!（1991年 - 1994年）（作者：刃森尊）
- 金田一少年の事件簿（1993年 - 2001年、2004年 - 2017年、2022年 - 2023年）（作者：天樹征丸&金成陽三郎&さとうふみや）
- サイコメトラーEIJI（1996年 - 2000年）（作者：安童夕馬&朝基まさし）
- ラブひな（1999年 - 2001年）（作者：赤松健）
- GetBackers-奪還屋-（1999年 - 2007年）（作者：青樹佑夜&綾峰欄人）
- SAMURAI DEEPER KYO（1999年 - 2006年）（作者：上条明峰）
- RAVE（1999年 - 2005年）（作者：真島ヒロ）
- 魁!!クロマティ高校（2000年 - 2006年）（作者：野中英次）
- ゴッドハンド輝（2001年 - 2012年）（作者：山本航暉）
- スクールランブル（2003年 - 2009年）（作者：小林尽）
- エア・ギア（2003年 - 2012年）（作者：大暮維人）
- 魔法先生ネギま!（2003年 - 2012年）（作者：赤松健）
- あひるの空（2004年 - 休載中）（作者：日向武史）
- 涼風（2004年 - 2007年）（作者：瀬尾公治）
- もう、しませんから。（2004年 - 2012年）（作者：西本英雄）
- さよなら絶望先生（2005年 - 2012年）（作者：久米田康治）
- ケンコー全裸系水泳部 ウミショー（2005年 - 2008年）（作者：はっとりみつる）
- エリアの騎士（2006年 - 2017年）（作者：伊賀大晃&月山可也）
- ダイヤのA（2006年 - 2022年）（作者：寺嶋裕二）
- FAIRY TAIL（2006年 - 2017年）（作者：真島ヒロ）
- ヤンキー君とメガネちゃん（2007年 - 2011年）（作者：吉河美希）
- BLOODY MONDAY（2007年 - 2012年）（作者：龍門諒&恵広史）
- 賭博覇王伝 零（2007年 - 2009年、2011年 - 2013年）（作者：福本伸行）
- CØDE:BREAKER（2008年 - 2013年）（作者：上条明峰）